# Chichaoua

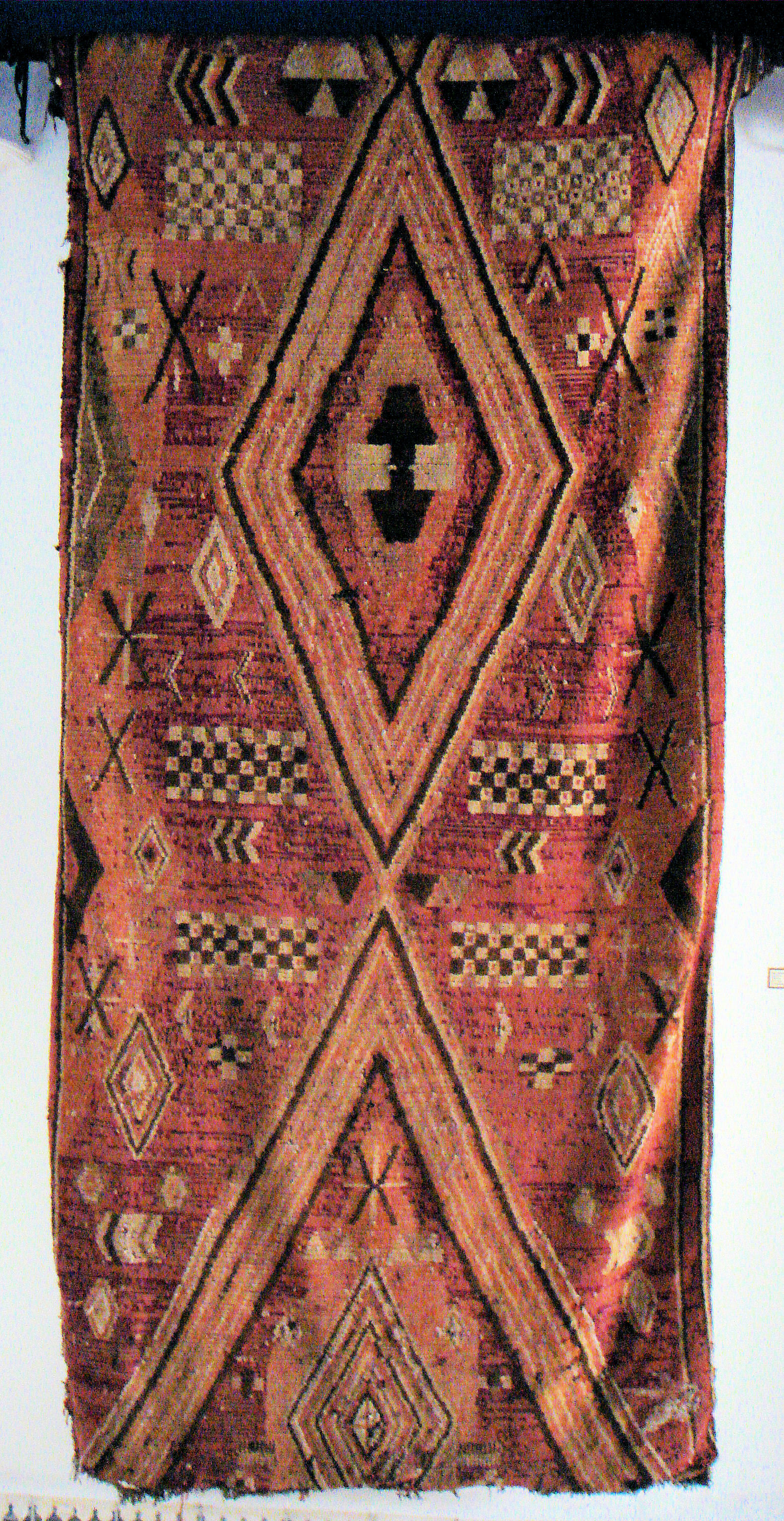
Tapete de Chichaoua

Chichaoua (pronúncia: xixáua; em árabe: شيشاوة; romaniz.: Šīšāwah; em tifinague: ⵛⵉⵛⴰⵡⴰ) é uma cidade do sul de Marrocos, capital da província de Chichaoua, que faz parte da região de Marraquexe-Safim. Em 2014 tinha 27.869 habitantes distribuidos por uma área de 19,5 km².
É um nó rodoviário importante, ponto de passagem praticamente obrigatório nas rotas que ligam Marraquexe (75 km a leste), Essaouira (105 km a oeste) e Agadir (185 km a sudoeste; distâncias por estrada). Safim fica 133 km a noroeste. A cidade, com pouco movimento para além daquele que advém das estradas, encontra-se junto às montanhas que a separam da região de Agadir, um trecho ocidental do Alto Atlas que vai até à costa atlântica. Para oeste, em direção a Essaouira, estende-se a planície monótona de Chiadma.
A cidade é conhecida pelos seus tapetes berberes, que se caracterizam pelas suas cores quentes, que vão do vermelho escuro à cor de madeira rosada, com motivos geométricos e bordas usualmente decoradas com ziguezagues. Podem também apresentar animais e objetos estilizados de uso comum, além de símbolos misteriosos. Os tapetes podem ser comprados não só nas lojas, mas também diretamente no "Centro Coperativo" local e no soco (mercado) semanal que se realiza todas as quintas-feiras.